# Pomník padlým v 1. světové válce (Dívčí Hrad)
Pomník padlým v 1. světové válce se nachází před domem čp. 54 v obci Dívčí Hrad v okrese Bruntál. Byl prohlášen Ministerstvem kultury České republiky za kulturní památku.

## Historie
Památník vznikl po ukončení první světové války na žádost místních občanů. Autorem je slezský sochař Josef Obeth, který použil symboly místo velmi často zobrazovaných padlých vojáků nebo jiných figurálních kompozic.
Památník byl v roce 2019 restaurován Jakubem Gajdou, kolem bylo provedeno zkrášlení a zabezpečení proti blízko parkujícím automobilům.

## Popis
Žulový památník je šest metrů vysoký ve tvaru obelisku se spuštěným mečem z vrcholu. Je složen z několika částí. Na několika šestihranných stupních je postaven šestihranný sloupek ze světlejší žuly, na němž je nápis:
| „ | VATERLAND, GOTT, FREIHEIT | “ |

se jmény padlých německých vojáků. Nad tímto sloupkem je převislá římsa na které je nápis:
| „ | DIE HEIMAT IHRER TÄPFERERER SOHNEN | “ |

Na římse jsou další dva šestihranné bloky s reliéfy na nich se tyčí úzký obelisk ukončený plastikou. Spuštěný meč ve vrcholu je zároveň křížem.